# جولة كينيدي
جولة كينيدي، كانت الجلسة السادسة للاتفاق العام بشأن التسعيريات والتجارة (الجات) وإيضا المفاوضات التجارية متعددة الجوانب التي عقدت بين عام 1964 و 1967 في جنيف، سويسرا. الكونجرس الأمريكي سمح مرور قانون توسيع التجارة الأمريكية في عام 1962 للبيت الأبيض، وبإجراء مناقشات بدائية تعريفية متبادلة المصالح. في النهاية أدى إنقضاء جولة كينيدي، المشاركات بدأت بالزيادة بشكل واضح عن الجوالات السابقة. ستة وستون دولة حضرت ومثلت 80% من التجارة العالمية والافتتاح الرسمي كان في 4 مايو 1964 في قصر الأمم. بصرف النظر عن الخلافات العديدة حول التفاصيل، المدير العام أعلن نجاح الجولة في 15 مايو من عام 1967، وتم التوقيع للاتفاقية النهائية في 30 يونيو 1966، وكان اليوم الأخير المسموح به بموجب قانون التوسع التجاري. الجولة تم تسميتها على أسم الرئيس الأمريكي جون إف كينيدي الذي تم إغتياله قبل ستة شهور من بدء المفاوضات.
الأهداف الرئيسية لجولة كينيدي كانت هي:
- خفض التعريفات بمقدار النصف مع الحد الأدنى من الاستثناءات
- كسر حصر التجارة الزراعية
- إزالة الحواجز الغير جمركية
- مساعدة الدول النامية

## التاريخ

### خلفية
قاد دمج السوق التجاري الأوروبي والذي تم الإشارة إليه بأنه من خلال تعيين المجموعة الاقتصادية الأوروبية EEC في ميثاق روما 1957 إلى خوف الولايات المتحدة من أن منتجاتها الخاصة قد تحرم من السوق الأوروبي. وهكذا، الرئيس كينيدي ضغط من أجل تحرير قانون التوسع التجاري، الذي أعطى الرئيس سلطة لخفض الرسوم حتى 50% من المستويات لعام 1962 أو زيادتها حتى 50% من مستويات عام 1934. كانت أهداف هذه السلطة المتزايدة بعد 30 حزيران (يونيو) 1962, وقبل 1 تموز (يوليو) 1967. تم النظر لهذه المساعدة لتعديل التجارة ضمن القانون مع العديد من الأفكار التي تنص على المساعدة المالية والتقنية للشركات وأيضًا العمال الذين تأثروا بشكل سيء لتوسع التجارة كما تم وضع احكاما لمعاملة الجماعة الاقتصادية الأوربية كشريك تجاري واحد ووضع احكاما خاصة لأي اتفاقات تجارية تشمل السلع الزراعية. وبعد تحرير القانون، من أجل جولة جديدة ضغطت الإدارة لإجراء محادثات تجارية متعددة الأطراف للاستفادة من سلطتها الجديدة والتي سوف تعرف باسم جولة كينيدي لدي وفاة الرئيس كينيدي في نوفمبر لعام 1963.

### المفاوضات
افتتحت جولة كينيدي رسميًا في 4 مايو 1964، في قصر الأمم. كانت آخر جولة لاتفاقية الجات كان تركيزها الأساسي على تخفيض التعريفة. ومع ذلك، كانت هذه الجولة الأولى من اتفاقية الجات للتعامل مع القضايا غير الجمركية، مثل إغراق السوق بالبضائع، وهي ممارسة تقوم بموجبها الشركة بتصدير منتج بسعر أقل من السعر الذي تفرضه في سوقها المحلي. كما أنها كانت رائدة أيضًا في أسلوب المفاوضات «الخطي». على النقيض من المفاوضات على أساس بند في جولات الجات السابقة، عرضت العديد من الدول تخفيضات شاملة لنسبة مئوية معينة على جميع التعريفات الجمركية للدول المشاركة. أعضاء ما يسمى ب «نادي الجسر» - الولايات المتحدة، المجموعة الاقتصادية الأوروبية، اليابان، والمملكة المتحدة - قادوا المفاوضات وعرضوا تخفيضات خطية. انضمت إليهم ست دول أوروبية أخرى في عمليات قطع خطية. 36 دولة أخرى كانت مشاركين غير خطية، وهو اختلاف أدى إلى توتر داخل المفاوضات، حيث شعرت الدول غير الخطية في كثير من الأحيان أن الدول غير الخطية ليس لها الحق في المشاركة في إجراء «المواجهة والعدالة» للتعامل مع الاستثناءات المقدمة لهم. وهكذا، على الرغم من أن إدارة كينيدي كانت قد فكرت في الأصل في إنهاء الجولة في ستة أشهر قبلها، إلا أن الجولة كانت تعاني من التأخيرات والتقدم البطيء. بالإضافة إلى الانقسامات الخطية وغير الخطية، نشأت خلافات حول السياسة الزراعية والتفاوتات في التعريفات. أرادت الولايات المتحدة أن توافق أوروبا على خفض التعريفات الجمركية على المنتجات الزراعية قبل الانتقال إلى التعريفات الصناعية، لكن الجمود الاقتصادي أجبر الولايات المتحدة على التراجع. توقفت التوقعات المنخفضة فقط عن اعتبار الاتفاقيات الزراعية كارثة. علاوة على ذلك، فإن التخفيضات المئوية المكافئة للتعريفات الأمريكية المرتفعة (18٪ في المتوسط) والتعريفات المتوسطة من EEC (12٪ في المتوسط) كانت لصالح الولايات المتحدة. نظرًا لأن الرئيس ليندون جونسون كان لديه فرصة ضئيلة للنجاح في إعادة تفويض قانون التوسع التجاري، فقد كان الموعد النهائي في 1 يوليو 1967 بمثابة الموعد النهائي الفعال لجولة كينيدي. بعد جلسة ماراثونية، أعلن المفاوضون عن اتفاق مُرضٍ في اجتماع منتصف الليل مع الصحافة في 15 مايو 1967. وتم التوقيع على الاتفاقية النهائية في 30 يونيو 1967. ومع ذلك، داخل الولايات المتحدة، ألغى الكونجرس العديد من بنود الجولة العالمية. تخفيضات الرسوم الجمركية، مما يضر بالمصداقية المستقبلية للولايات المتحدة في مفاوضات التجارة العالمية.

## تأثيرات
الامتيازات التعريفية الجمركية الأمريكية قد تضمنت ماقيمته 8,5 مليار دولار من البضائع، وشملت الامتيازات التعريفية الأجنبية على الواردات من الولايات المتحدة 8,1 مليار دولار. قد تمت التغطية 64% من الواردات الغير زراعية الخاضعة للرسوم الجمركية من خلال تخفيف الخطية الأمريكية، بمتوسط خفض للتعريفات الجمركية بنسبة 34%. كانت رسوم التخفيف الجمركية الأجنبية في المتوسط 34% وغطت 48% من الموارد الغير زراعية الخاضعة للرسوم الجمركية. قد لا تتضمن الإنجازات الغير جمركية إنشائ قانون مكافحة الإغراق الجات لعام 1967, والذي أعطي إجراء للتفاوض بشأن اتهامات إغراق السوق بالبضائع وتوسعت في المادة السادسة القانونية لقانون الجات. كما يمكن اعتبار الجولة ناجحة للدول النامية. وتم إضافة قسم «التجارة والتمنية» إلى ميثاق الجات، وكان أهم مايميز الميثاق هو أن إعضاء الدول النامية معفون من قانون المعاملة بالمثل. كما إيضا تم دعوة إلى استقرار أسعار مواد الخام. علاوة على ذلك، نقص الحبوب الزراعية لحد أدنى من أسعار التجارة بالإضافة إلى برامج المعونة الغذائية للبلدان النامية وتحت التطوير. كما تم إحراز بعض التقدم في المفاوضات بشأن سلع الاساسية. مددت الجولة لترتيب المنسوجات القطنية طويلة المدى لأجل مدة تساوي ثلاث سنوات أخرى ووفرت قوالب للتفاوض بشأن تعريفات الصلب والألمنيوم والكيماويات ولب الورق ووالورق نفسه.

## الانتقادات
تم توجيه انتقادات قاسية لعامة الجولة بكاملها عند التصويت للانسحاب من منظمة التجارة العالمية في عام 2000، وتم استدعاء عضو الكونجرس جاك ميتكالف لا ستشاهده بجولة كينيدي على أنها بداية «التدهور البطيء في مستويات معيشة الأمريكيين» وأن كل هذه الاتفاقية لها أطراف متعددة قد تثير إعجاب الخبراء السياسيين في واشنطن وتحفيزهم، ولكن في قلب أمريكا قد تترجم على أنها جهود إضافية لتعزيز النظام الدولي على حساب الوظائف الأمريكية الحالية، ومع ذلك تضم الجولة أيضًا نقد للليبراليين اقتصاديًا الذين يعتقدون أنها لم تحقق أهداف ليبرالية كما تلمح في الوثائق، وأن التخفيضات الجمركية بدلًا من ذلك بدافع من المخاوف والمعارض السياسية، أقاموا حواجز غير جمركية لحماية الصناعات المحلية من الآثار السلبية للتجارة.

## روابط خارجية
- WTO.org slide show
- BOPCRIS
- Glossary of customs terms
- Deardorff's Glossary of International Economics